# Guido Morini
Guido Morini (* 1959 in Mailand) ist ein italienischer Komponist, Dirigent, Cembalist und Organist.

## Leben und Wirken
Guido Morini befasste sich seit dem Beginn seiner Studien mit der Alten Musik, im Sinne der historischen Aufführungspraxis, den Praktiken des Basso continuo und der Improvisation. Neben Orgel, Cembalo und Basso continuo studierte er Komposition.
Eine intensive Konzerttätigkeit führte ihn früh zur Zusammenarbeit mit wichtigen Musikern der Szene, wie dem Ensemble Aurora um Enrico Gatti, dem er von 1985 bis 2005 als Cembalist angehörte. Von 1991 bis 1995 spielte er Tasteninstrumente in den Ensembles von Jordi Savall. 
1984 gründete Morini gemeinsam mit dem Sänger Marco Beasley und dem Lautenisten Stefano Rocco das Ensemble ACCORDONE. Mit Accordone ist Morini regelmäßiger Gast bei den bedeutenden Festivals Alter Musik, wie beispielsweise der Styriarte, den Innsbrucker Festwochen der Alten Musik, dem Tokyo Summer Festival, dem Festival van Vlaanderen oder dem Mexico City Festival.
Insgesamt wirkte Morini an mehr als 70 Aufnahmen für zahlreiche renommierte Labels mit, die zum Teil mit internationalen Preisen ausgezeichnet wurden.

## Werke
Seine bisher wichtigsten Werke als Komponist, in denen er das kulturelle Erbe von Renaissance und Barock mit dem Geist des 21. Jahrhunderts vereint, waren seine 2002 fertiggestellte einaktige Oper Una Odissea für Soli, Chor und Orchester, nach einem Libretto von Marco Beasley, das geistliche Werk Vivifice Spiritus Vitae Vis (2005) sowie die Oper Una Iliade, komponiert für sein Ensemble Accordone, das Nederlands Blazers Ensemble und das Hilliard Ensemble, welche 2009 im Muziekgebouw aan 't IJ in Amsterdam zu Uraufführung gelangte. Ebenfalls 2009 kam sein Werk Solve et Coagula bei den Salzburger Festspielen zur Uraufführung. Das auf dem lateinischen Bibeltext (Vulgata) beruhende Werk Passio wurde 2012 uraufgeführt.